# Пески (Роменский район)
Пески (укр. Піски) — село, Роменская городская община, Роменский район, Сумская область, Украина.
Код КОАТУУ — 5924185403. Население по переписи 2001 года составляло 143 человека .

## Географическое положение
Село Пески находится на правом берегу реки Сула, село окружено рекой с трёх сторон, выше по течению на расстоянии в 3,5 км расположен город Ромны, ниже по течению на расстоянии в 2 км расположено село Садовое, на противоположном берегу — сёла Бобрик и Беловод.
Река в этом месте извилистая, образует лиманы, старицы и заболоченные озёра.

## Известные люди
- Голиков Анатолий Ефимович — полный кавалера Ордена Славы, родился в селе Пески.